# Frankatura nadmierna
Frankatura nadmierna, przefrankowanie – opłacenie znakami opłaty przesyłki pocztowej ponad przewidzianą wartość.